# الدليل الرئيسي
الدليل الرئيسي (المجلد الرئيسي) (بالإنجليزية: Home directory)‏ هو مجلد على انظمة التشغيل متعددة المستخدمين Multi-user, الذي يحتوي على ملفات خاصة بمستخدم معين على النظام. مجلد البيت موجود في نظام لينكس والانظمة الشبيهة بيونكس ويقابله في نظام ويندوز مجلد مستنداتي.

## وصف
الهدف من دليل الرئيسي احتواء ملفات المستخدم الخاصة من الوثائق والنصوص والموسيقى والصور أو الفيديو، الخ. وحمايتها من عبث المستخدمين الآخرين على النظام أو الوصول والاطلاع على هذه الملفات بدون اذن. ويحتوي المجلد أيضا على ملفات الاعداد، مواقعك المفضلة، خلفيات سطح المكتب، الثيمات، والوصول إلى الخدمات التي تحتاج كلمات المرور لاستخدامها عن بعد. يمكن للمستخدم تثبيت البرامج القابلة للتنفيذ في هذا الدليل لكن ستكون متاحة فقط للمستخدمين الذين لهم حق الوصول إلى هذا الدليل، ويمكن للمستخدم/المستخدمين الذين لديهم حق الوصول إلى هذا الدليل إنشاء مجلدات فرعية ونسخ وحذف....
محتوى دليل الرئيسي محمي بواسطة أذونات نظام الملفات، وافتراضيا يمكن الوصول إلى الدليل ومحتوياته من قبل المستخدم صاحب الدليل والإداريين، أو أي مستخدم آخر تم منحه ميزات إدارية، أو حق الوصول لديه سلطة بالوصول إلى المجلدات المحمية بما في ذلك مجلدات البيت للمستخدمين الآخرين على النظام.

## المجلد الرئيسي الافتراضي لكل نظام تشغيل
| النظام                                      | المسار                                                     | المتغير       |
| ------------------------------------------- | ---------------------------------------------------------- | ------------- |
| مايكروسوفت ويندوز ان تي                     | <root>\WINNT\Profiles\<username>                           | %UserProfile% |
| مايكروسوفت ويندوز 2000, 2003 وويندوز اكس بي | <root>\Documents and Settings\<username>                   | %UserProfile% |
| ميكروسوفت ويندوز فيستا وويندوز سفن          | <root>\Users\<username>                                    | %UserProfile% |
| Unix-Based                                  | <root>/home/<username>                                     | $HOME and ~/  |
| Unix-Derived                                | /var/users/name /u01/name /usr/name /user/name /users/name | $HOME and ~/  |
| التسلسل الهرمي لنظام الملفات القياسي        | /home/<username>                                           | $HOME and ~/  |
| نسخة يونكس الاصلية من إي تي أند تي          | <root>/usr/<username>                                      | $HOME         |
| ماك أو إس عشرة                              | /Users/<username>                                          | $HOME and ~/  |